# Jenny, Juno
Jenny, Juno (ko. 제니, 주노) – koreański film z 2005 roku, w reżyserii Kim Ho-joon. Premiera filmu miała miejsce 18 lutego 2005.

## Obsada
- Ahn Sun-yeong
- Kang Nam-kil – ojciec Juno
- Kim Hye-sung – Juno
- Kim Ja-ok – mama Jenny
- Lee Eung-kyung – mama Juno
- Lim Dong-jin – tata Jenny
- Park Min-ji – Jenny
- Seo Min-jung – siostra Jenny